# Mitgliederentwicklung der deutschen Parteien
Die Mitgliederentwicklung der deutschen Parteien ist durch langfristige Trends geprägt. Seit dem Höhepunkt Mitte der 1970er Jahre gingen die Mitgliederzahlen, abgesehen vom Sonderfall der Parteienentwicklung in den neuen Bundesländern nach der Wende und friedlichen Revolution in der DDR, bis 2016 zurück. Seither ist die Gesamtzahl weitgehend konstant, die einzelnen Parteien entwickeln sich jedoch deutlich unterschiedlich. Von 1990 bis 2015 wurde bei den Mitgliederzahlen aller im Bundestag vertretenen Parteien in Deutschland ein deutlicher Mitgliederschwund verzeichnet. Als Ursachen galten Politikverdrossenheit, Individualisierung und Überalterung der Mitgliederschaft. Seit dem  Jahr 2016 ist die Mitgliederzahl weitgehend konstant.

## Historische Entwicklungen

### Deutsches Kaiserreich bzw. Deutsches Reich 1871–1918

#### Nationalliberale Partei
Die 1867 gegründete Nationalliberale Partei blieb lange Zeit eine Honoratiorenpartei ohne Mitglieder. Lediglich zu Kandidatenaufstellung vor Wahlen entstanden Komitees. Nach und nach entstanden Nationalliberale Vereine die der Partei nahestanden und es kam zu einer Mitgliederentwicklung. 1907 gab es ca. 10.000 Parteimitglieder und 1914 ca. 15.000 Mitglieder. Die Nationalliberalen Vereine hatten 1910 ca. 200.000 Mitglieder und 1915 ca. 280.000 Mitglieder.

#### Sozialdemokratische Partei Deutschlands
1863 wurde der ADAV gegründet, 1869 die SDAP, 1875 Zusammenschluss zur SAP und 1890 Umbenennung in Sozialdemokratische Partei Deutschlands.
Die SPD hatte 1906 rund 384.000 Mitglieder, 1908 rund 633.000 Mitglieder, 1911 rund 836.000 Mitglieder und 1914 rund 1.086.000 Mitglieder.

#### Deutsche Reichs- und Freikonservative Partei
1866 gründete sich die Freikonservative Vereinigung die 1867 als Freikonservative Partei auftrat und sich 1871 in Deutsche Reichspartei umbenannte. Die Partei verfügte in den ersten Jahrzehnten über nahezu keine Organisation und war der Prototyp einer Honoratiorenpartei.

#### Deutsche Zentrumspartei
Die Deutsche Zentrumspartei wurde 1870 gegründet und hatte bis 1920 keine eingeschriebenen Mitglieder. Die Verbindung zu den Wählern lief über die katholische Presse und den katholischen Vereinen. 1877 hatten diese Vereine 110.000 Mitglieder.

#### Deutschkonservative Partei
Die 1876 gegründete Deutschkonservative Partei war de facto eine preußische Honoratiorenpartei. Neben den Abgeordneten gab es auf den Parteitagen kooptierte Parteimitglieder. Durch vielfacher Personalunion war der Bund der Landwirte mit 300.000 Mitgliedern der Partei eng verbunden.

#### Fortschrittliche Volkspartei
1861 gründete sich die Deutsche Fortschrittspartei, 1884 die Deutsche Freisinnige Partei, 1910 die Fortschrittliche Volkspartei. Die Angehörigen der Wahlkomitees waren zunächst die einzigen festen Parteimitglieder. Örtliche Wahlvereine unterstützen die Parteien.

### Weimarer Republik bzw. Deutsches Reich 1918–1933

#### SPD
Die SPD besaß 1929 etwas mehr als eine Million Mitglieder.

#### KPD
Die KPD hatte im Jahr 1920 rund 90.000 Mitglieder, 1922 rund 360.000 Mitglieder, 1924 rund 267.000 Mitglieder, 1928 rund 150.000 Mitglieder, 1930 rund 120.000 Mitglieder, 1932 rund 200.000 Mitglieder.

#### DDP
Die Deutsche Demokratische Partei (DDP) hatte im Jahr 1920 rund 900.000 Mitglieder, 1922 rund 210.000 Mitglieder, 1926 rund 132.000 Mitglieder, 1928 rund 117.000 Mitglieder, 1930 rund 113.000 Mitglieder.

#### DVP
Die Deutsche Volkspartei (DVP) hatte 1920 rund 800.000 Mitglieder und 1930 rund 250.000 Mitglieder.

#### Zentrum
Die Deutsche Zentrumspartei (Zentrum) hatte zwischen 1919 und 1932 rund 200.000 Mitglieder.

#### BVP
Die Bayerische Volkspartei (BVP) hatte rund 55.000 Mitglieder und war die stärkste Regionalpartei.

#### DNVP
Die Deutschnationale Volkspartei (DNVP) hatte 1919 rund 350.000 Mitglieder und konnte deren Anzahl bis 1923 auf etwa 950.000 steigern. Die Partei profitierte stark vom Frauenwahlrecht. Danach waren Mitgliederzahl und Wahlergebnisse rückläufig.

#### NSDAP
1938 wurden folgende Angaben zur Entwicklung der Mitgliederzahl der NSDAP zwischen 1919 und 1933 gemacht (1919 als DAP):
| Datum             | Mitglieder |
| ----------------- | ---------- |
| Ende 1919         | 64         |
| Ende 1920         | 3.000      |
| Ende 1921         | 6.000      |
| 23. November 1923 | 55.787     |
| Ende 1925         | 27.117     |
| Ende 1926         | 49.523     |
| Ende 1927         | 72.590     |
| Ende 1928         | 108.717    |
| Ende 1929         | 176.426    |
| Ende 1930         | 389.000    |
| Ende 1931         | 806.294    |
| April 1932        | 1.000.000  |
| Ende 1932         | 1.200.000  |
| Ende 1933         | 2.635.919  |

Abweichend davon berichten andere Quellen, dass die NSDAP zur Zeit der „Machtergreifung“ 849.009 Mitglieder (parteieigene Statistik) hatte; in den folgenden Jahren sei diese Zahl auf 5,3 Millionen (1939) und schließlich auf 7,7 Millionen im Mai 1943 gewachsen. Anfangs (und immer wieder) wurde versucht, die „Märzgefallenen“ (Opportunisten, die sich nach der Machtergreifung, insbesondere nach dem Wahlsieg im März 1933 zur NSDAP bekannten) von der Partei fernzuhalten. Dazu wurde 1933 eine umfassende Aufnahmesperre verhängt (siehe Hauptartikel Mitglieder-Aufnahmesperre der NSDAP). Der Bedarf an neuen Mitgliedern war aber stets so groß, dass solche Maßnahmen nicht lange durchgehalten wurden, zumal ja auch eine Verknüpfung mit der Gesellschaft hergestellt wurde.

### NS-Staat bzw. Deutsches Reich 1933–1945
Das Gesetz gegen die Neubildung von Parteien vom 14. Juli 1933 verbot alle Parteien neben der NSDAP und war die gesetzliche Grundlage für den Einparteienstaat. Zuvor waren bereits die KPD und die SPD verboten worden. Um einen Verbot zuvor zukommen lösten sich die übrigen Parteien, wie die DStP (früher DDP), DVP, DNVP, Zentrum und BVP die im Reichstag vertreten waren, selbst auf.
Hochgerechnete Zahlen zu den NSDAP Netto-Mitgliedern (Berücksichtigung Eintritte, Austritte, Ausschlüsse, Verstorbene):
| Jahr | Mitglieder |
| ---- | ---------- |
| 1934 | 2.554.205  |
| 1935 | 2.616.675  |
| 1936 | 2.668.939  |
| 1937 | 5.629.939  |
| 1938 | 6.283.966  |
| 1939 | 6.606.136  |
| 1940 | 7.700.305  |
| 1941 | 8.105.437  |
| 1942 | 8.389.929  |
| 1943 | 8.466.512  |
| 1944 | 8.791.126  |
| 1945 | 8.787.968  |

### Westliche Besatzungszonen und Bundesrepublik Deutschland bis 1990

#### Nach dem Zweiten Weltkrieg
Nach der Wiederzulassung der Parteien Ende 1945 wuchs die Zahl der Parteimitglieder in den westlichen Besatzungszonen zunächst rapide. Der Wunsch und die Möglichkeit, die zentralen Weichenstellungen der unmittelbaren Nachkriegszeit mit zu beeinflussen, war hierzu genauso ursächlich wie Karriereüberlegungen. Im Rahmen der Entnazifizierung war ein großer Teil der Eliten aus staatlichen Funktionen entfernt worden. Maßgeblich für die von den Siegermächten neu berufenen Führungskräften war das Eintreten für die neue demokratische Ordnung.
Im Jahr 1947 erreichte die Mitgliederzahl der Parteien einen Höhepunkt.

#### Anfangsjahre der Bundesrepublik
Die Demokratie in der Bundesrepublik war als Parteiendemokratie ausgelegt. Während die Zustimmung zu Demokratie hoch war, war das Ansehen der Parteien nach der Euphorie der unmittelbaren Nachkriegszeit schnell gesunken. Die gesamten 1950er Jahre lang herrschte eine „Ohne-mich-Stimmung“ in Bezug auf parteipolitisches Engagement.
Die Mitgliederzahl der Parteien sank wieder und erreichte Mitte der 1950er Jahre einen Tiefpunkt. Dies galt für alle Parlamentsparteien. Bei der Bundestagswahl 1957 hatte sich das Drei-Parteien-System herausgebildet, das die nächsten Jahrzehnte Bestand haben sollte (formal waren zwar 5 Parteien im Bundestag; Aber DP und CSU waren eng mit der CDU verbunden). Die im Rahmen der Konsolidierung des Parteiensystems aus den Parlamenten ausgeschiedenen Parteien erlitten noch stärkere Mitgliederverluste.

#### Anstieg in den 1960er- und 1970er-Jahren
Die folgenden Jahre waren durch einen durchgehenden Anstieg der Mitgliederzahlen gekennzeichnet. Dieser war bei CDU und SPD besonders stark ausgeprägt, was die Polarisation des Parteiensystems deutlich machte. Das Aufkommen der 68er-Bewegung und die Sozialliberale Koalition 1969 führte zu einer wahren Explosion der Mitgliederzahlen. Während dies bei der SPD schon 1973 den Höhepunkt fand, weiteten CDU/CSU während der ganzen Oppositionszeit die Mitgliederbasis aus. Die Mitgliedszahlen erreichten hier mit der Wende 1982/83 ihren Höhepunkt.

#### Parteienverdrossenheit der 1980er
Die 1980er Jahre beendeten das Drei-Parteien-System. Die Grünen traten auf der linken Seite neu in das Parteiensystem ein, auf der Rechten entstanden die Republikaner. Insbesondere die Grünen waren als „Anti-Parteien-Partei“ angetreten und beförderten die Parteienkritik. Nachdem der Niedergang der Mitgliederzahlen auch die Union erreicht hatte, wurde von der „Krise der Volksparteien“ gesprochen. Neben der vielfach verwendeten These der Parteienverdrossenheit kann diese Entwicklung aber auch als Normalisierung der Parteienlandschaft nach der Übertreibung der 1970er Jahre verstanden werden.

#### CDU
Die Christlich Demokratische Union Deutschlands (CDU) hatte 1947 rund 400.000 Mitglieder, 1954 rund 215.000 Mitglieder, 1964 rund 280.000 Mitglieder, 1974 rund 530.000 Mitglieder, 1984 rund 730.000 Mitglieder und 1989 rund 666.000 Mitglieder.

#### CSU
Die Christlich-Soziale Union in Bayern (CSU) hatte 1947 rund 82.000 Mitglieder, 1955 rund 35.000 Mitglieder, 1965 rund 70.000 Mitglieder, 1975 rund 133.000 Mitglieder, 1981 rund 175.000 Mitglieder und 1989 rund 186.000 Mitglieder.

#### SPD
Die Sozialdemokratische Partei Deutschlands (SPD) hatte 1947 rund 875.000 Mitglieder, 1955 rund 590.000 Mitglieder, 1965 rund 710.000 Mitglieder, 1976 rund 1.000.000 Mitglieder, 1982 rund 926.000 Mitglieder und 1989 rund 921.000 Mitglieder.

#### FDP
Die Freie Demokratische Partei (FDP) hatte 1951 rund 64.320 Mitglieder, 1969 rund 59.000 Mitglieder, 1976 rund 79.000 Mitglieder, 1981 rund 87.000 Mitglieder, 1983 rund 72.000 Mitglieder und 1989 rund 65.000 Mitglieder.

#### Grüne
Die Grünen hatten 1980 rund 20.520 Mitglieder, 1983 rund 28.348 Mitglieder, 1985 rund 37.024 Mitglieder, 1987 rund 42.719 Mitglieder und 1989 rund 41.171 Mitglieder.

#### KPD
Die Kommunistische Partei Deutschlands (KPD) hatte 1947 rund 324.000 Mitglieder, 1951 rund 148.000 Mitglieder und 1956 rund 78.000 Mitglieder.

### SBZ und DDR
Die Situation in der SBZ entsprach zunächst der in den westlichen Besatzungszonen. Nach der Zwangsvereinigung 1946 hatte die SED ca. 1,3 Millionen Mitglieder, die LDPD (1947 ca. 200.000 Mitglieder) und Ost-CDU waren durch die SMAD vielfach im Aufbau einer Parteiorganisation behindert worden. Die Gleichschaltung der Parteien zu Blockpartei führte zusätzlich zu einem Austausch der Mitglieder und dem Sinken der Mitgliederzahl. Von ungefähr 200.000 Mitgliedern der Ost-CDU im Jahre 1947 waren durch Flucht, Austritt und Ausschluss 1950 ein Viertel ausgeschieden.
In der DDR wurde die Zahl der Parteimitglieder stark gesteigert. Zuletzt hatte die SED rund 2,3 Millionen und die Blockparteien zusammen etwa 600.000 Mitglieder. Da keine freien Wahlen stattfanden, lag der Grund für den Parteibeitritt üblicherweise nicht in dem Wunsch, seine politischen Positionen zu vertreten, sondern darin, dass berufliche Karrieren ohne Parteimitgliedschaft schwierig bis unmöglich waren.

#### SED
Der Sozialistischen Einheitspartei Deutschlands (SED) gehörten 1964 rund 1,6 Millionen Mitglieder an. 1984 hatte die Partei rund 2,2 Millionen Mitglieder und 1986 rund 2,3 Mio. Mitglieder.

#### CDU
Die Christlich-Demokratische Union Deutschlands (DDR) hatte im Dezember 1947 rund 218.000 Mitglieder, 1981 rund 120.000 Mitglieder, 1987 rund 140.000 Mitglieder und 1989 rund 134.000 Mitglieder.

#### LDPD
Die Liberal-Demokratische Partei Deutschlands (LDPD) hatte im Dezember 1950 fast 200.000 Mitglieder, 1977 rund 75.000 Mitglieder, 1982 rund 82.000 Mitglieder und 1987 rund 104.000.

#### DBD
Der Demokratische Bauernpartei Deutschlands (DBD) gehörten 1951 etwa 85.000 Mitglieder an und hatte 1977 rund 92.000 Mitglieder, 1982 rund 103.000 Mitglieder und 1987 rund 115.000 Mitglieder.

#### NDPD
Die National-Demokratische Partei Deutschlands (NDPD) gehörten 1949 rund 35.000 Mitglieder an und hatte 1965 rund 69.000 Mitglieder, 1977 rund 84.000 Mitglieder, 1982 rund 91.000 Mitglieder, 1987 rund 110.000 Mitglieder.

### Folgen der Wende
Im Zuge der Wende 1989 und der Wiedervereinigung schlossen sich 1990 die CDU (Ost) und DBD der CDU (West) sowie LDPD und NDPD der FDP an.
Einher gingen massive Verschiebungen der Mitgliedszahlen der Parteien. Diejenigen, die nur aus Opportunität oder des politischen Zwanges wegen Parteimitglieder der SED geworden waren, traten aus. In der (nun in PDS umbenannten) Partei verblieben 1990 noch etwa 285.000, überwiegend ältere Mitglieder. Die Mitgliederzahl sank in den Folgejahren kontinuierlich und betrug 2006 noch etwa 60.000.
Die Blockparteien und die neu entstandene Bürgerrechtsorganisationen und Parteien schlossen sich den West-Parteien an. Hierdurch gelang CDU und insbesondere FDP ein Sprung der Mitgliederzahlen. Ähnlich (wenn auch in kleinerem Umfang) wie bei der SED traten jedoch viele Mitglieder der Blockparteien aus.

### Wiedervereinigtes Deutschland
Die Tendenzen der 1980er Jahre setzte sich auch in den Jahren nach der Wiedervereinigung fort. Die beiden Volksparteien büßten Mitglieder ein. Die SPD wurde hiervon zeitweise stärker getroffen als die CDU, weswegen die CDU die SPD 2008 als mitgliederstärkste Partei ablöste. Seit 2012 ist jedoch die SPD wieder stärkste Partei. Positiv entwickelte sich die Mitgliederzahl der Grünen. Insgesamt war die Zahl der Parteimitglieder aber bis 2016 rückläufig.
Im Jahre 1990 hatten die im Bundestag vertretenen Parteien rund 2,3 Millionen Mitglieder.
Die Gesamtzahl der Mitglieder von SPD, CDU, CSU, FDP, Grünen und der Linken sank bis Ende 2016 auf knapp 1,2 Millionen.
Die Rekrutierungsfähigkeit des gesamten Parteiensystems, definiert als Quotient aus der Mitgliederanzahl aller Parteien und der insgesamt Beitrittsberechtigten, sank von 3,65 Prozent (1990) auf 1,71 Prozent im Jahr 2015.

#### 2017
Mit Anstieg der Wahlbeteiligung bei der Bundestagswahl 2017 kehrte sich auch der Trend der fallenden Mitgliederzahl um. Ende 2017 war in Deutschland die SPD mit rund 443.000 Mitgliedern erneut die größte Partei. Die Mitgliederzahl der CDU war zwar auf unter 430.000 gesunken, die anderen im Bundestag vertretenen Parteien (SPD, AfD, FDP, Linke, Grüne) konnten jedoch einen teils deutlichen Zuwachs verzeichnen.

#### 2018
Im Jahr 2018 blieb die Mitgliederzahl der Bundestagsparteien in Summe weitgehend konstant. Allerdings verloren Union und SPD deutlich Mitglieder, während Grüne und AfD je ca. 15 % Zuwachs verzeichnen konnten. Eine Besonderheit weist die SPD auf, die bis zur Urabstimmung über die neue große Koalition ca. 20.000 Mitglieder dazugewann, danach aber ca. 26.000 verlor.

#### 2019
Auch im Jahr 2019 blieb die Mitgliederzahl der Bundestagsparteien in Summe weitgehend konstant. Allerdings verloren Union und SPD deutlich Mitglieder, während Grüne einen deutlichen Zuwachs von über 21.000 Mitgliedern verzeichnen konnten.

#### 2020
Im Jahr 2020 setzte sich der positive Trend für die Grünen fort, bis April stieg die Mitgliederzahl auf über 100.000 und erreichte zum Jahresende 107.307. Dies entspricht einem Wachstum innerhalb eines Jahres um 11,2 %. Die FDP verzeichnete ein leichtes Plus, alle anderen Parteien schrumpften, die AfD um 7,9 %, die SPD um 3,6 %. Die CDU fiel unter die 400.000-Mitglieder-Schwelle. Nach mehreren Jahren Konstanz fiel die Gesamtzahl aller Mitglieder der Bundestagsparteien wieder um über 20.000.

#### 2021
Im Jahr 2021 setzte sich der positive Trend für die Grünen fort, die Mitgliederzahl erreichte zum Jahresende 125.700. Auch die FDP wuchs deutlich und hatte am Jahresende 77.000 Mitglieder. SPD und Union setzen ihren langjährigen Abwärtstrend fort, die SPD verlor 11.000, die CDU 15.000 und die CSU 4.500 Mitglieder. In Summe blieb die Mitgliederzahl der Bundestagsparteien mit gut 1,2 Millionen weitgehend konstant.

#### 2022
Im Jahr 2022 verloren die Bundestagsparteien deutlich an Mitgliedern. Nachdem die Zahl sechs Jahre lang in etwa konstant geblieben war, ging sie 2022 um über 30.000 zurück. Während Grüne und FDP ihre Mitgliederzahl halten konnten, gab es bei der SPD einen Rückgang um 14.000 und bei der CDU um 12.000. Relativ gesehen war der Rückgang bei der Linken mit über 10 % (6500) am höchsten. In Summe sank die Zahl von 1.204.000 auf ca. 1.170.000.

#### 2023
Im Jahr 2023 verloren die meisten Bundestagsparteien an Mitgliedern. Bei der SPD war der Rückgang mit fast 15.000 Personen absolut am stärksten, sie bleibt aber die mitgliederstärkste Partei Deutschlands. Bei der Linken war er mit 7 % relativ am höchsten. Die AfD gewann gut 10.000 Mitglieder, bleibt aber die kleinste der im Bundestag vertretenen Parteien.

#### 2024
Der langjährige Trend des Mitgliederverlusts der Bundestagsparteien wurde im Jahr 2024 gestoppt und umgekehrt. Zum Jahresende waren nahezu 1,2 Millionen Menschen Mitglied in einer Bundestagspartei. Im Laufe des Jahres 2024 verlor die SPD weiter Mitglieder ein und musste die Position als mitgliederstärkste Partei Deutschlands an die CDU abgeben, die ihre Mitgliederzahl in etwa halten konnte. Die Grünen verbuchten das stärkste Mitgliederwachstum in ihrer Geschichte und sind drittgrößte Partei, deutlich vor der CSU, geworden. Linke und AfD meldeten Zuwächse, die FDP ein Schrumpfen.

#### 2025
Nach der Verabschiedung des Fünf-Punkte-Plans am 29. Januar 2025 im Bundestag berichtete die Linke und die Grünen von vielen Anträgen auf Mitgliedschaft. Die Mitgliederzahl der Linken stieg bis Mitte des Jahres auf über 110.000, die der Grünen auf über 180.000. Die Mitgliederzahl der Bundestagsparteien (mit FDP) erreichte im Mai mit 1,27 Millionen ein Zehnjahreshoch.

## Partei-Strukturierung

### Mitgliederentwicklung ab 1990
Die folgende Liste zeigt die Mitgliedszahlen der politischen Parteien in Deutschland, jeweils zum Jahresende oder im laufenden Jahr, die durch eine der letzten Bundestagswahlen im Bundestag vertreten sind, ab dem Jahr 1990 (vergleiche auch Frauenanteile in deutschen Parteien):
| Jahr | SPD     | CDU     | CSU     | Grüne        | Linke           | FDP             | AfD             | Gesamt    |
| ---- | ------- | ------- | ------- | ------------ | --------------- | --------------- | --------------- | --------- |
| 1990 | 943.402 | 789.609 | 186.198 | 41.316       | 280.882         | 168.217         |                 | 2.409.624 |
| 1995 | 817.650 | 657.643 | 179.647 | 46.410       | 114.940         | 80.431          |                 | 1.896.721 |
| 2000 | 734.667 | 616.722 | 181.021 | 46.631       | 83.475          | 62.721          |                 | 1.725.237 |
| 2005 | 590.485 | 571.881 | 170.117 | 45.105       | 61.270          | 65.002          |                 | 1.503.860 |
| 2010 | 502.062 | 505.314 | 153.890 | 52.991       | 73.658          | 68.541          |                 | 1.356.456 |
| 2011 | 489.638 | 489.896 | 150.585 | 59.074       | 69.458          | 63.123          |                 | 1.321.774 |
| 2012 | 477.037 | 476.347 | 147.965 | 59.653       | 63.761          | 58.675          |                 | 1.283.438 |
| 2013 | 473.662 | 467.976 | 148.380 | 61.359       | 63.756          | 57.263          | 17.687          | 1.290.083 |
| 2014 | 459.902 | 457.488 | 146.536 | 60.329       | 60.551          | 54.967          | 20.728          | 1.260.501 |
| 2015 | 442.814 | 444.400 | 144.360 | 59.418       | 58.989          | 53.197          | 16.385          | 1.219.563 |
| 2016 | 432.706 | 431.920 | 142.412 | 61.596       | 58.910          | 53.896          | 26.409          | 1.207.849 |
| 2017 | 443.000 | 427.173 | 141.000 | 65.257       | 62.182          | 63.050          | 29.000          | 1.230.662 |
| 2018 | 437.754 | 414.905 | 138.354 | 75.311       | 62.016          | 63.912          | 33.516          | 1.226.000 |
| 2019 | 419.300 | 407.350 | 140.880 | 96.487       | 61.055          | 65.500          | 35.100          | 1.227.000 |
| 2020 | 404.305 | 399.110 | 137.010 | 107.307      | 60.350          | 66.000          | 32.000          | 1.206.000 |
| 2021 | 393.727 | 384.204 | 130.379 | 125.737      | 60.681          | 77.000          | 30.085          | 1.204.000 |
| 2022 | 379.859 | 371.976 | 126.855 | 126.451      | 54.214          | 76.071          | 29.296          | 1.167.000 |
| 2023 | 365.190 | 363.101 | 125.996 | 125.991      | 50.251          | 71.820          | 39.596          | 1.142.000 |
| 2024 | 357.116 | 364.202 | 125.153 | 155.296      | 58.532          | 67.412          | 51.335          | 1.180.000 |
| 2025 |         |         |         | Mai: 180.000 | August: 117.868 | Februar: 69.000 | Februar: 52.000 |           |

### Sozialdemokratische Partei Deutschlands (SPD)
Seit 1990 ging die Mitgliederzahl der SPD deutlich zurück und erreichte Ende 2021 einen Tiefststand mit ca. 393.000. Ein überdurchschnittlich hoher Austritt von etwa 10.000 Mitgliedern im Januar 2004 wurde als Reaktion auf die Einführung der Praxisgebühr und die höheren Krankenkassenbeiträge auf Betriebsrenten interpretiert. Nach dem Bekanntwerden der Kanzlerkandidatur von Martin Schulz am 24. Januar 2017, die bei allen Parteien außer der Union einen deutlichen Zuwachs auslöste, bis zur Urabstimmung über die Regierungsbeteiligung im Februar 2018 wurde erstmals der Trend der letzten Jahrzehnte umgekehrt und es traten ca. 60.000 Menschen in die SPD ein, deren Mitgliederstand sich auf über 463.000 zu diesem Zeitpunkt erhöhte. Bis Ende Juni ging die Zahl um ca. 14.000 auf knapp 450.000 zurück, bis zum Jahresende 2018 weiter auf knapp 438.000, so dass die Partei nach zwei Jahren doch wieder fast den alten Stand erreicht hatte. Bis Ende 2024 fiel die Zahl auf 357.000.

### Christlich Demokratische Union Deutschlands (CDU)
Die CDU verzeichnete zwischen 1990 und 2021 einen ununterbrochenen Mitgliederschwund von ca. 2 % pro Jahr und fiel 2021 auf 384.000 Mitglieder.
Zwischen 2008 und 2011 war sie dennoch die größte Partei in Deutschland, da der Mitgliederrückgang der SPD in diesem Zeitraum noch stärker war. Ende 2023 betrug die Mitgliederzahl 363.000.

### Bündnis 90/Die Grünen
Die Grünen verzeichneten 1998 einen Hochstand von 51.812 Mitgliedern. Danach ging die Zahl bis 2002 auf ca. 44.000 zurück. Im Oktober 2010, nach den Ereignissen der Demonstrationen gegen Stuttgart 21, überschritt sie wieder die Marke von 51.000 Mitgliedern. Seit 2012 haben die Grünen mehr Mitglieder als die FDP, seit 2015 auch mehr als die Linke. Ab 2018 stieg die Mitgliederzahl stark an und erhöhte sich von ca. 65.000 auf 136.000 im Herbst 2024. Im Jahr 2024 verzeichnete die Partei einen Rekordzuwachs auf über 150.000 Mitglieder, überholte die CSU und ist seither drittgrößte Partei in Deutschland. Seit dem Ampelbruch sind über 30.000 neue Mitgliedsanträge bei Bündnis 90/Die Grünen eingegangen, so dass die Grünen vor der Bundestagswahl 160.000 Mitglieder verzeichnen können, so viele wie nie zuvor. Nach der Verabschiedung des Fünf-Punkte-Plans am 29. Januar 2025 im Bundestag, gingen innerhalb von sechs Tagen über 6.000 weitere Mitgliedsanträge ein.

### Christlich-Soziale Union in Bayern (CSU)
Die CSU verzeichnete von 1990 bis 2000 eine nahezu konstante Mitgliederzahl um die 180.000. Danach ging die Mitgliederzahl bis Ende 2023 auf 131.000 zurück, darunter eine nicht genauer bekannte Zahl einiger Tausend „Schnupper“- und Online-Mitglieder. Mit einem Rekrutierungsgrad von 1,27 % (2018) ist sie dennoch die relativ mitgliederstärkste Partei in Deutschland.

### Freie Demokratische Partei (FDP)
Die FDP hatte nach der Wiedervereinigung 1990 über 178.000 Parteimitglieder, deren Zahl danach jedoch deutlich abnahm: 1992 waren es etwa 103.000 Mitglieder, 2000 nur noch knapp 63.000. Es folgte ein leichter Anstieg der Mitgliederzahlen, Ende 2009 waren es 72.000. Bis 2015 ging die Zahl auf 53.000 zurück. Im Jahr 2017 traten relativ viele Menschen der FDP bei, die Partei erreichte zum Jahresende einen Mitgliederstand von 63.000. Ende 2023 belief sich die Mitgliederzahl auf 72.000.

### Die Linke
Die PDS schrumpfte in den Jahren nach der Wiedervereinigung stark, ihre Mitgliederzahl ging von 281.000 im Jahr 1990 auf 61.000 im Jahr 2004 zurück. Die Linke entstand 2007 durch die Vereinigung mit der WASG, die etwa 10.000 Mitglieder gezählt hatte. Ende 2009 erreichte die Linke einen Höchststand mit 78.000 Mitgliedern, danach ging die Zahl bis einschließlich 2023 auf 50.000 zurück. Nach dem Austritt von Sahra Wagenknecht und ihren Anhängern nahm die Zahl der Mitglieder wieder zu und lag im Juli 2024 bei 52.127. Im Mai 2025 hatte die Linke über 110.000 Mitglieder.

### Alternative für Deutschland (AfD)
Am 3. Mai 2013 hatte die AfD nach Eigenangaben 10.476 registrierte Mitglieder, davon 2.795 ehemalige Mitglieder aus anderen Parteien. Bis zum 28. Februar 2014 konnte die AfD laut ihrem Bundesverband 17.552 Mitglieder und 1.753 „Förderer“ (Personen, welche die Partei regelmäßig finanziell unterstützen, aber kein stimmberechtigtes Mitglied sind) gewinnen. Nach Einzug der Partei in den Bundestag verzeichnete sie zum Jahresende 2017 ca. 29.000 Mitglieder und lag Ende 2021 bei 30.000 Mitgliedern. Im Januar 2024 gab die Partei bekannt, dass ihre Mitgliederzahl zu Beginn des Jahres auf 40.131 angestiegen ist, eine Zunahme um 37 % gegenüber dem Vorjahr.

### Partei für Arbeit, Rechtsstaat, Tierschutz, Elitenförderung und basisdemokratische Initiative (Die PARTEI)
Die PARTEI wurde im August 2004 gegründet und hatte im Dezember 2018 laut eigenen Angaben 31.252 Mitglieder, im Dezember 2019 etwa 43.000, im Mai 2024 laut eigenen Angaben 60.001 Mitglieder.

### Piratenpartei Deutschland
Die im September 2006 gegründete Piratenpartei erreichte im Jahr 2012 einen Höchststand von etwa 33.000 Mitgliedern. Danach gehen die Zahlen kontinuierlich zurück, Mitte 2020 waren es noch 7500 Mitglieder (davon 3700 stimmberechtigt).

## Folgen
Durch den Mitgliederverlust ergibt sich auch ein Einnahmenverlust (siehe auch: Parteienfinanzierung). Barbara Hendricks, SPD, verlangte 2007 einen Ausgleich durch höhere Staatszuschüsse. Zu den Gegenrednern gehörte Volker Beck.